# Stań przy mnie

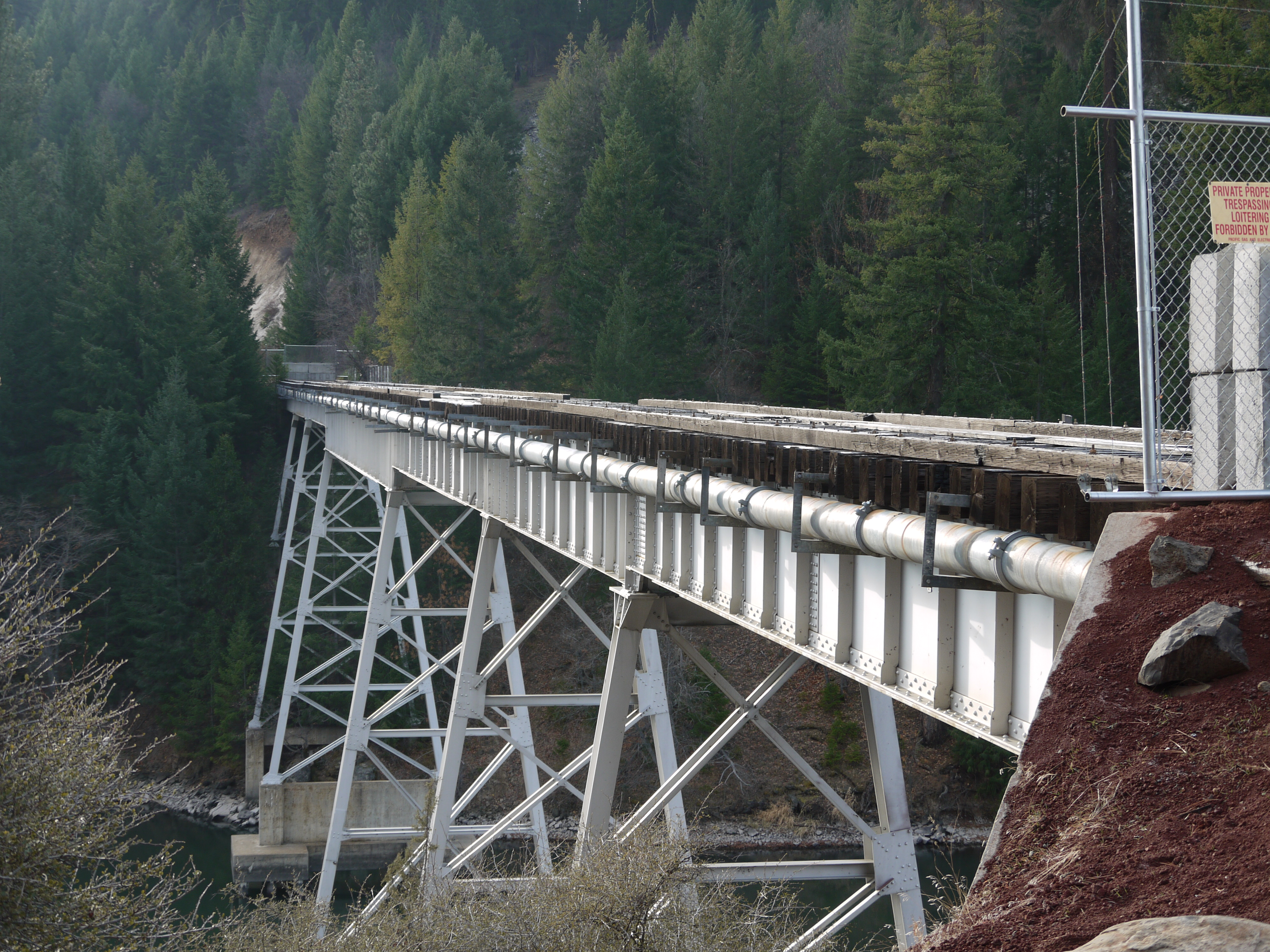
Most nad jeziorem Britton w Kalifornii, na którym zrealizowano część zdjęć

Stań przy mnie (ang. Stand by me) – amerykański film obyczajowy z 1986 roku, na podstawie opowiadania Stephena Kinga Ciało. Zdjęcia kręcono w miasteczku Brownsville w stanie Oregon, jak również w Kalifornii.

## Fabuła
W barze zostaje zamordowany adwokat Christopher Chambers. Jego przyjaciel Gordon Lachance wraca wspomnieniami do wakacji 1959 roku, kiedy jako 12-latek mieszkał w niewielkim prowincjonalnym miasteczku Castle Rock w stanie Oregon. Miał trójkę przyjaciół: Teddy’ego Duchampsa, Verna Tessio i właśnie Chrisa. Każdy z nich pochodził z innej rodziny i miał inny charakter: Gordie był bardzo wrażliwy, Chris zgrywał twardziela, Teddy był ekscentrykiem, a Vern strasznym tchórzem. Pewnego dnia ich rówieśnik Ray Brower poszedł do lasu i słuch o nim zaginął. Po kilku dniach chłopcy dowiadują się, że Ray zginął potrącony przez pociąg, a jego ciało leży porzucone gdzieś w lesie. Wtedy wpadają na szalony pomysł. Postanawiają wyruszyć do lasu, by je odnaleźć. Są przekonani, że jak to zrobią zostaną okrzyknięci bohaterami, staną się bogaci i wszyscy będą im zazdrościli.
W tym samym czasie grupa chuliganów, na czele z Ace’em Merrillem, podąża tym samym szlakiem. Podczas wędrówki chłopcy napotykają wiele trudności i przychodzi im, każdemu z osobna, zmagać się ze swoimi problemami i lękami. W końcu dochodzi też do konfrontacji z chuliganami, która kończy się zwycięstwem 12-latków. Wszystko to sprawia, że chłopcy wychodzą z lasu odmienieni i bardziej dojrzali, bogatsi o bagaż nowych doświadczeń. Konsekwencją tej niezwykłej przemiany jest wykonany przez chłopców anonimowy telefon na policję i przekazanie informacji o znalezionym ciele. Później okazuje się, że była to ich ostatnia wspólna wyprawa, gdyż po niedługim czasie ich drogi definitywnie się rozchodzą. Jednak po latach narrator stwierdza, że mimo tego, ich przyjaźń przetrwała i na zawsze pozostaną oni w jego sercu. Na końcu filmu wystukuje on na komputerze następujące słowa: „Nigdy później nie miałem takich przyjaciół, jak w wieku 12 lat. Jezu, a czy ktokolwiek ma?” (I never had any friends later on like the ones I had when I was twelve. Jesus, does anyone?).

## Obsada
- Gordie Lachance – Wil Wheaton
- Chris Chambers – River Phoenix
- Teddy Duchamps – Corey Feldman
- Vern Tessio – Jerry O’Connell
- Ace Merrill – Kiefer Sutherland
- Billy Tessio – Casey Siemaszko
- Charlie Hogan – Gary Riley
- Eyeball Chambers – Bradley Gregg
- Vince Desjardins – Jason Oliver
- Pan Lachance – Marshall Bell
- Pani Lachance – Frances Lee McCain
- Pan Quidacioluo – Bruce Kirby
- Milo Pressman – William Brodner
- Dorosły Gordon Lachance/Narrator – Richard Dreyfuss
- Denny Lachance – John Cusack
- Burmistrz Grundy – Scott Beach
- Żona burmistrza – Geanette Bobst
- Kelnerka – Madeleine Swift
- Bob Cormier – Matt Williams
- Lardass Hogan – Andy Lindberg
- Bill Travis – Dick Durock
- Dyrektor Wiggins – Art Burke
- Ray Brower – Kent W. Luttrell

## Ekipa
- Reżyseria – Rob Reiner
- Scenariusz – Bruce A. Evans, Raynold Gideon
- Na podstawie noweli Stephena Kinga
- Muzyka – Jack Nitzsche
- Zdjęcia – Thomas Del Ruth
- Montaż – Robert Leighton
- Scenografia – J. Dennis Washington
- Kostiumy – Sue Moore
- Casting – Janet Hirshenson, Jane Jenkins
- Dekoracja wnętrz – Richard D. Kent
- Produkcja – Bruce A. Evans, Raynold Gideon, Andrew Scheinman

## Nagrody
Film otrzymał następujące nagrody:
- Young Artist Award 1987,
- BMI Film & TV Awards 1988,
- Kinema Junpo Awards 1988.

Ponadto był nominowany m.in. do Oscara w kategorii najlepszy scenariusz adaptowany oraz do Złotego Globu w 2 kategoriach: najlepszy film dramatyczny i najlepszy reżyser (Rob Reiner) w 1987 roku.